# Roll It
„Roll It” (pl. Obróć to) – reprodukcja singla piosenkarki Alison Hinds z jej płyty Soca Queen z 2005 roku, znanego pod nazwą Roll It Gal. Utwór pochodzi z albumu J-Statusa The Beginning i został wydany 18 marca 2007 roku w Europie. W piosence gościnnie wystąpiły Shontelle oraz Rihanna. Nowa wersja zawiera bardziej seksowne zwroty oraz nową melodię.

## Formaty i lista utworów
- CD[1]

1. „Roll It” (featuring Rihanna & Shontelle) (radio version) – 3:32
2. „Roll It” (featuring Rihanna & Shontelle) (main version) – 3:58
3. „Roll It” (instrumental) – 3:23
4. „Roll It” (featuring Rihanna & Shontelle) (Reggaeton Gemstar version) – 4:10
5. „Roll It” (featuring Rihanna & Shontelle) (Sunset Strippers remix) – 7:42

## Pozycje na listach
| Listy (2007-2008)                   | Najwyższa pozycja |
| ----------------------------------- | ----------------- |
| Finlandia (Suomen virallinen lista) | 8                 |
| Niemcy (Media Control Charts)       | 33                |
| Portugalia (Singles Top 50)         | 20                |
| Szwajcaria (Media Control AG)       | 89                |